# Arcania
Arcania is een geslacht van kreeftachtigen uit de klasse van de Malacostraca (hogere kreeftachtigen).

## Soorten
- Arcania aspera Miers, 1880
- Arcania brevifrons Chen, 1989
- Arcania cornigera Naruse, 2014
- Arcania cornuta (MacGilchrist, 1905)
- Arcania duodecimspinosa Miers, 1884
- Arcania echinata Galil, 2001
- Arcania elongata Yokoya, 1933
- Arcania erinacea (Fabricius, 1787)
- Arcania foliolata Galil, 2001
- Arcania fungilifera Galil, 2001
- Arcania globata Stimpson, 1858
- Arcania gracilis Henderson, 1893
- Arcania granulipes Bell, 1855
- Arcania heptacantha (De Man, 1907)
- Arcania marinduquensis Komatsu, Manuel & Takeda, 2004
- Arcania muricata Galil, 2001
- Arcania novemspinosa (Lichtenstein, 1816)
- Arcania orientalis Miers, 1879
- Arcania sagamiensis Sakai, 1969
- Arcania septemspinosa (Fabricius, 1787)
- Arcania tropicalis Naruse, 2014
- Arcania tuberculata Bell, 1855
- Arcania undecimspinosa De Haan, 1841